# 観音寺 (小山市)
観音寺（かんのんじ）は、栃木県小山市大字鏡にある真言宗豊山派の寺院である。

## 歴史
大同2年（807年）、空海の母阿古屋御前と覚海によって建立される（一説には空海建立）。中興開山は、室町幕府第13代将軍足利義輝に帰依された祐泉によって永禄7年（1564年）になされた。
創設時は、田辺（現小山市網戸）にあったが、天正18年（1590年）の火災により現在の地に移設された。
梵鐘は戦争への供出で失われていたが、昭和56年（1981年）、広島・長崎の「平和の鐘」などの作者として有名な人間国宝の香取正彦の作による鐘が取り付けられた。